# Stazione di Cureggio
La stazione di Cureggio è una stazione ferroviaria della linea Santhià-Arona posta nel comune di omonimo comune; tale impianto risulta privo di traffico dal 2012, anno della sospensione della linea.

## Storia
La stazione entrò in funzione il 16 gennaio 1905, con l'apertura del primo tratto fra Santhià e Borgomanero della linea Santhià-Arona.
Il movimento era svolto in regime di giunto telefonico mediante il quale il Dirigente Unico coordinava il personale addetto al movimento della stazione nell'effettuazione di incroci e precedenze.
Nel 1987, con l'introduzione sulla linea ferroviaria del sistema di Controllo centralizzato del traffico, la stazione venne dotata di apparato ACEI, che sostituì i precedenti impianti per la manovra degli enti del piazzale comandati manualmente dal personale. Tale sistema ha permesso il controllo a distanza, mediante Dirigente Centrale Operativo.
La gestione degli impianti, in origine affidata alle Ferrovie dello Stato, nel 2000 passò alla neocostituita Rete Ferroviaria Italiana.
La stazione risulta senza traffico dal 17 giugno 2012, per effetto della sospensione del servizio sulla linea.

## Strutture e impianti

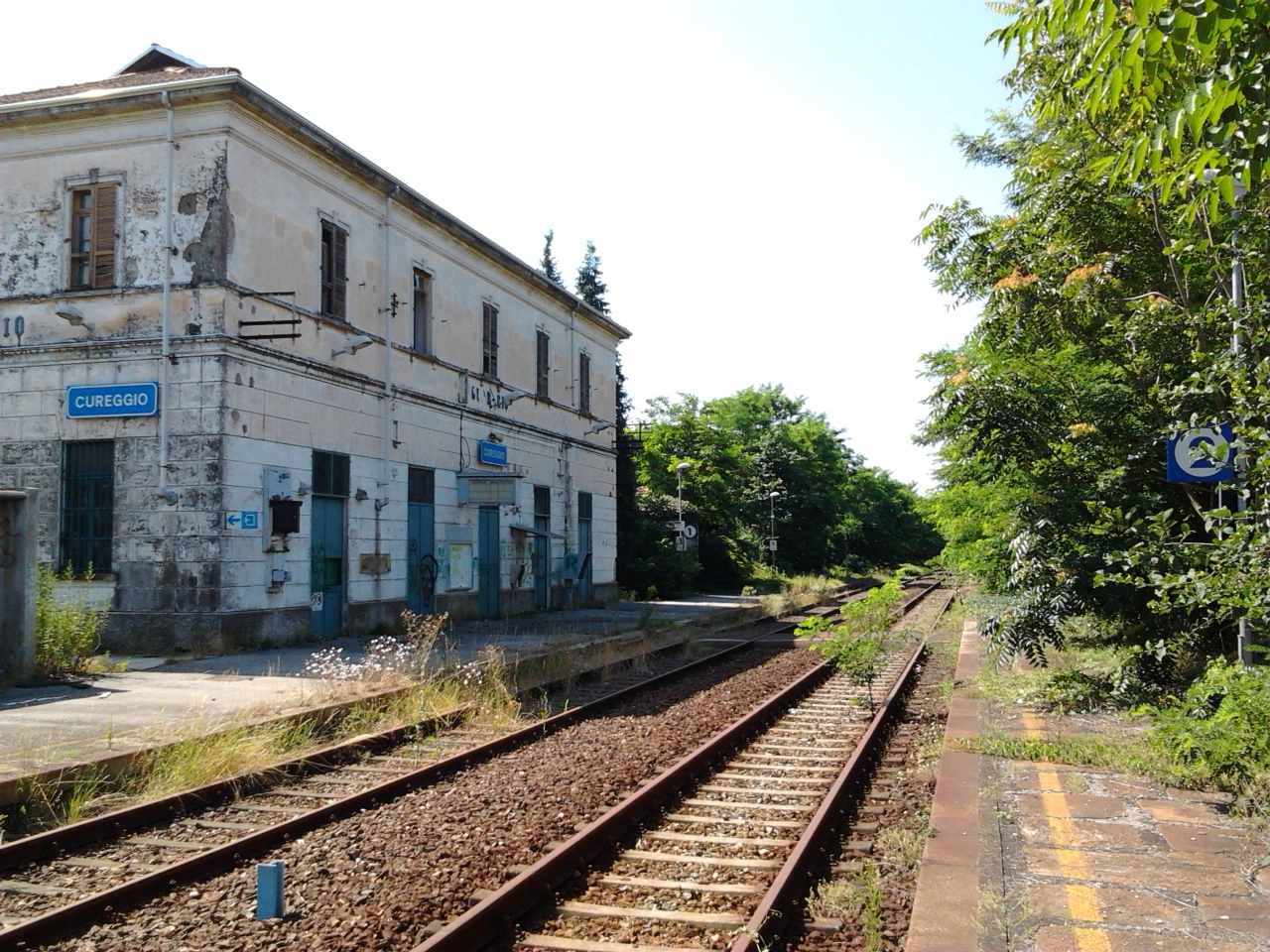
Binari lato Santhià

La stazione è dotata di 2 binari passanti, entrambi serviti da una propria banchina. Tali banchine risultano collegate da una passerella a raso in quanto è assente il sottopassaggio. La maggior parte del traffico era svolto sul secondo binario di corretto tracciato, mentre il primo era utilizzato soltanto per incroci o precedenze.
La stazione dispone di un fabbricato viaggiatori sviluppato su due piani, chiuso in occasione dell'impresenziamento dell'impianto. Lo stabile appare al 2016 in buono stato di conservazione, nonostante l'incuria e le vandalizzazioni esterne.
Per ovviare alla mancanza di un riparo in caso di maltempo venne aggiunta una pensilina in cemento dotata di due obliteratrici e di pannelli informativi per i viaggiatori.
Talvolta vi vengono ricoverati i treni cantiere utilizzati per i lavori di rinnovamento sulla linea Novara Domodossola .

## Movimento
La stazione era servita da treni regionali di Trenitalia fino al 17 giugno 2012, giorno in cui l'esercizio ferroviario fu sospeso per decisione della Regione Piemonte e sostituito da autocorse.
Ultimamente la Regione Piemonte ha riaperto alla possibilità di una riattivazione della linea entro il 2025.